# Saxagliptina
A saxagliptina (BMS-477118; nome comercial: Onglyza) é um fármaco antidiabético de administração oral utilizado no tratamento do diabetes tipo 2 para o controle da glicemia, comumente associado a metformina ou uma glitazona. É um inibidor da enzima dipeptidil peptidase-4.
No Brasil é comercializado sob o nome de referência Onglyza, das biofarmacêuticas Bristol-Myers Squibb (BMS) e AstraZeneca, nas apresentações de comprimidos revestidos com 2,5 mg ou 5 mg. Onglyza foi aprovado pelo FDA em 31 de julho de 2009.

## Uso e Eficácia
Na monoterapia a saxagliptina é adjunta à dieta e exercícios no controle da hiperglicemia no diabetes mellitus tipo 2 em pacientes que não atingem o controle satisfatório da glicemia somente com acompanhamento nutricional e a prática de atividade física.
Pode ser associada com a metformina, separadamente ou em um mesmo comprimido com metformina de ação prolongada, ou uma sulfonilureia, glitazona, e até mesmo insulina para o controle glicêmico do diabetes tipo 2 em pacientes que não alcançaram um nível de controle satisfatório mesmo com um estilo de vida saudável e com a monoterapia. Com a progressão do diabetes, pacientes que inicialmente faziam uso de um antidiabético eventualmente farão uso de múltiplas classes de medicamentos para o controle da glicemia devido a perda da função das células β pancreáticas.
A American Association of Clinical Endocrinologists/American College of Endocrinology (AACE/ACE) sugere um inibidor da enzima dipeptidil peptidase-4 (DPP-4) tal e qual a saxagliptina como uma das diversas alternativas para monoterapia inicial em pacientes que a metformina é contra-indicada (como nos casos de doença renal, doença hepática e o risco de acidose lática).

## Dose e Administração

### Monoterapia com saxagliptina
Dose oral de 2,5 mg ou 5 mg uma vez ao dia (indiferente se de estomago cheio ou vazio). Se o paciente também estiver um uso de um potente inibidor da CYP3A4/5 a dose pode ser limitada a 2,5 mg.

### Combinação de saxagliptina com metformina
Dose diária junto com a refeição da noite. A concentração da dose de metformina pode ser ajustada gradualmente a depender da terapia recomendada pelo médico.
Doses superiores a 5 mg de saxagliptina não demonstraram benefícios nos ensaios clínicos, não sendo recomendado pelo fabricante.

## Efeitos Adversos
Efeitos comuns ao uso da saxagliptina
- infecção respiratória
- infecção do trato urinário
- cefaleia

Efeitos cardiovasculares
Possível aumento do risco de insuficiência cardíaca, principalmente em pacientes com histórico de doença cardíaca e insuficiência renal. Em um teste randomizado, duplo-cego, com pacientes acometidos pela diabetes mellitus do tipo 2 e aterosclerose foi observado um risco de hospitalização equivalente a 27% mais internações por complicações cardiovasculares em comparação com o grupo placebo. Como outros inibidores da DPP-4, tem capacidade de redução relativamente modesta da hemoglobina glicada (HbA1c), está associada a um risco relativamente baixo de hipoglicemia e não causa ganho de peso.
Pancreatite e alterações pré-cancerosas pancreáticas:
Pancreatite aguda relatada durante a experiência pós-comercialização.
O FDA vem avaliando achados não publicados sugerindo um aumento do risco de pancreatite e alterações pré-cancerosas das células pancreáticas em pacientes com diabetes mellitus tipo 2 recebendo incretina mimética. É indicado que os médicos continuem a seguir as recomendações nas informações de prescrição para os miméticos da incretina. Se houver suspeita de pancreatite, interrompa imediatamente a saxagliptina e institua o tratamento adequado. Segurança e eficácia não estabelecidas em pacientes com histórico de pancreatite; desconhecido se tais pacientes apresentam risco aumentado de pancreatite.
Terapia concomitante com agentes hipoglicêmicos:
Aumento do risco de hipoglicemia em pacientes que recebem saxagliptina em combinação com um secretagogo de insulina (por exemplo, sulfonilureia) ou insulina; ajustes na dose de sulfonilureia ou de insulina podem ser necessários.

## Interações medicamentosas
Drogas que afetam as enzimas microssomais hepáticas:
Inibidores potentes do CYP3A4/5: São esperados aumentos substanciais das concentrações plasmáticas da saxagliptina e da AUC (área sob a curva). Limite a dose de saxagliptina a 2,5 mg por dia quando utilizada concomitantemente com um potente inibidor do CYP3A4/5.
Drogas Metabolizadas por Enzimas Microsômicas Hepáticas:
Medicamentos metabolizados pelas isoenzimas CYP 1A2, 2A6, 2B6, 2C9, 2C19, 2D6, 2E1 ou 3A4: interações farmacocinéticas improváveis.
Fármacos específicos:
| Fármaco                                                                                               | Interação | Comentário                                                                                   |
| --- | --- | -------------------------------------------------------------------------------------------- |
| Antiácidos (contendo alumínio, magnésio e simeticona)                                                 | Diminuição da concentração máxima da saxagliptina; AUC (área sob a curva) inalterada | Não requer ajuste de dose                                                                    |
| Antifúngicos, azóis (por exemplo, itraconazol, cetoconazol)                                           | Cetoconazol: Diminuição do pico de concentração e AUC do cetoconazol; aumento da concentração máxima e AUC da saxagliptina Itraconazol: aumento substancial das concentrações plasmáticas e da AUC da saxagliptina esperada | Limitar a dose de saxagliptina a 2,5 mg por dia                                              |
| Digoxina                                                                                              | Interação farmacocinética improvável | Não requer ajuste de dose                                                                    |
| Diltiazem                                                                                             | Maior concentração de pico de diltiazem; aumento da concentração máxima e AUC da saxagliptina e da 5-hidroxi saxagliptina                                                                                                   | Não requer ajuste de dose                                                                    |
| Famotidina                                                                                            | Concentração máxima aumentada de saxagliptina | Não requer ajuste de dose                                                                    |
| Inibidores da protease do HIV (por exemplo, atazanavir, indinavir, nelfinavir, ritonavir, saquinavir) | Aumento substancial das concentrações plasmáticas e da AUC da saxagliptina esperada | Limitar a dose de saxagliptina a 2,5 mg por dia                                              |
| Contraceptivos hormonais                                                                              | Etinilestradiol / norgestimato: Nenhum efeito apreciável na farmacocinética do etinilestradiol ou norgestimato | Não requer ajuste de dose                                                                    |
| Antibióticos macrólidos (por exemplo, claritromicina, telitromicina)                                  | Aumento substancial das concentrações plasmáticas e da AUC da saxagliptina esperada | Limitar a dose de saxagliptina a 2,5 mg por dia                                              |
| Metformina                                                                                            | Diminuição da concentração máxima da saxagliptina; sem efeito na farmacocinética da saxofliptina AUC ou metformina | Não requer ajuste de dose                                                                    |
| Nefazodona                                                                                            | Aumento substancial das concentrações plasmáticas e da AUC da saxagliptina esperada | Limitar a dose de saxagliptina a 2,5 mg por dia                                              |
| Omeprazol                                                                                             | Farmacocinética da saxagliptina não substancialmente alterada | Não requer ajuste de dose                                                                    |
| Pioglitazona                                                                                          | Maior concentração de pico de pioglitazona; AUC não significativamente alterada | Não requer ajuste de dose                                                                    |
| Rifampina                                                                                             | Diminuição da concentração máxima e AUC da saxagliptina | Não requer ajuste de dose                                                                    |
| Sinvastatina                                                                                          | Aumento da concentração máxima e AUC da saxagliptina | Não requer ajuste de dose                                                                    |
| Sulfonilureias (por exemplo, gliburida)                                                               | Glyburide: Concentrações de pico aumentadas de gliburida e saxagliptina | Pode ser necessário diminuir a dosagem de sulfonilureia para reduzir o risco de hipoglicemia |

## Ações da saxagliptina
- Inibe a dipeptidil peptidase-4, uma enzima que inativa hormônios incretínicos como GLP-1 e GIP
- Aumenta a concentração circulante de GIP e GLP-1 glicose dependente
- GIP e GLP-1 estimulam a síntese e a liberação de insulina nas células β pancreáticas do maneira dependente de glicose
- O GLP-1 também diminui a secreção de glucagon das células α pancreáticas de uma forma dependente da glicose, levando à redução da produção de glicose hepática
- Reduz as concentrações de glicose plasmática em jejum e reduz as excursões de glicose após carga de glicose ou refeição em pacientes com diabetes mellitus tipo 2.
- A saxagliptina geralmente não está associada a hipoglicemia ou alterações substanciais no peso corporal.

## Farmacocinética
Na absorção estima-se que a biodisponibilidade do comprimido oral seja de 67%, com rápida absorção logo após a administração oral, atingindo o pico da concentração plasmática geralmente 2h após a administração da dose recomendada. Aparentemente a comida não interfere na absorção da saxagliptina.
A eliminação ocorre principalmente pela metabolização via CYP3A4 e CYP3A5. A meia vida é de 2,5h e a saxagliptina e os seus metabólitos são excretados na urina e fezes.
A farmacocinética em pacientes pediátricos não está completamente esclarecida.